# Kurt Meyer (Politiker, 1935)
Kurt Meyer (* 15. Dezember 1935 in Falken) war zur Zeit der Friedlichen Revolution in der DDR Mitglied der SED-Bezirksleitung in Leipzig. Bekannt wurde er als einer der Leipziger Sechs. Die Gruppe trug durch ihren vom Dirigenten Kurt Masur verlesenen Aufruf am 9. Oktober 1989 dazu bei, dass die Leipziger Montagsdemonstration erstmals ohne Gewalt von Seiten der Staatsführung ablief.

## Leben
Meyer ist der Sohn eines Eisenbahnhilfsweichenwärters und einer Zigarrenmacherin. Nach dem Besuch der Volks- und Oberschule absolvierte er eine Lehre als Dreher. Anschließend studierte er von 1953 bis 1955 am Berufsschullehrerinstitut in Halle/Saale und in Berlin. Nach seinem Abschluss als Berufsschullehrer für Geschichte und Deutsch diente er von 1955 bis 1956 bei der Kasernierten Volkspolizei. Danach war er bis 1958 Berufsschullehrer an der Kaufmännischen Berufsschule in Döbeln und anschließend Berufsschulreferent beim Rat des Kreises Döbeln. Im November 1958 wurde er Mitglied der SED. Von 1960 bis 1965 diente er als stellvertretender Kreisschulrat in Döbeln. Parallel dazu absolvierte er während dieser Zeit ein Fernstudium an der Humboldt-Universität zu Berlin, das er als Diplomlehrer für Geschichte abschloss. 
Es folgten verschiedene Tätigkeiten im SED-Parteiapparat in einer Grundorganisation in Roßwein und in den SED-Kreisleitungen Döbeln und Borna sowie 1971 die Promotion zum Dr. phil. Von Januar 1978 bis Februar 1986 war Meyer Leiter der Abteilung Schulen, Hoch- und Fachschulen der SED-Bezirksleitung Leipzig. Im Februar 1986 wurde er zum Sekretär für Kultur der SED-Bezirksleitung Leipzig gewählt und behielt diese Funktion bis zum November 1989 inne. Während dieser Zeit war er Mitglied der Kulturkommission beim Politbüro des ZK der SED. Von 1986 bis 1990 war Meyer Mitglied des Bezirkstages Leipzig (zuletzt als Fraktionsvorsitzender der SED/PDS).
Am 9. Oktober 1989 gehörte Meyer zusammen mit den SED-Bezirksleitungssekretären Roland Wötzel und Jochen Pommert sowie dem Theologen Peter Zimmermann, dem Kabarettisten Bernd-Lutz Lange und dem Gewandhauskapellmeister Kurt Masur zu den Sechs von Leipzig, die an diesem Tag einen gemeinsamen Aufruf zur Gewaltfreiheit an die 70.000 Demonstranten und die Einsatzkräfte richteten und damit eine Eskalation der Gewalt verhinderten. Das Ereignis hatte Signalwirkung für weiteren Verlauf der friedlichen Revolution. 
Von 1990 bis 1993 war Meyer Lehrer für Deutsch und Geschichte an der Thomasschule zu Leipzig. Danach ging er als Oberstudienrat im Rahmen einer Altersübergangsregelung in den Vorruhestand und ist seit 1995 Altersrentner. Er ist Mitglied der PDS (jetzt Die Linke).

## Veröffentlichungen
- Der Fünfzehnte nach Bach: Thomaskantor Hans-Joachim Rotzsch. Schkeuditzer Buchverlag, Schkeuditz 2000, ISBN 3-9806705-4-6.